# Campo di concentramento di Steyr-Münichholz
Il campo di concentramento di Steyr-Münichholz è stato il primo sottocampo del campo di concentramento di Mauthausen a essere stato costruito, nel 1942, in Alta Austria. Gli internati vi erano inviati dal campo principale per lavorare alla produzione di armi nelle fabbriche dell'azienda Steyr-Daimler-Puch e per costruire bunker antiaerei nel territorio della cittadina di Steyr.

## Storia
A partire dalla primavera del 1941, circa trecento prigionieri del campo di Mauthausen erano inviati quotidianamente a Steyr per lavorare agli impianti cittadini e, terminata la giornata di lavoro, erano ricondotti al campo principale, Stammlager. A causa della scarsità di lavoratori qualificati per la nascente industria dedicata alla fabbricazione di cuscinetti a sfere per motori aeronautici, nell'autunno 1941 la direzione della Steyr-Daimler-Puch iniziò a fare pressione per ottenere l'assegnazione di detenuti dai campi di concentramento che fossero più qualificati e richiese la creazione di un sottocampo locale dedicato a tale scopo. A tal proposito, il 5 gennaio 1942, Georg Meindl, direttore della Steyr-Daimler-Puch e  Brigadeführer delle SS scrisse all'allora comandante superiore delle SS e della Polizia della regione del Danubio, Ernst Kaltenbrunner:
"(...) dovrebbero essere, se possibile, lavoratori specializzati nella lavorazione dei metalli o altrimenti lavoratori che possano essere istruiti al lavoro coi macchinari. I trasferimenti quotidiani di questi internati di Mauthausen non solo rendono necessario un maggiore impegno del personale di guardia, ma diminuiscono anche la produttività degli internati."
La costituzione di un sottocampo nei locali di un centro di detenzione nei pressi della vicina località di Garsten fu osteggiata dall'amministrazione penitenziaria. Nella primavera del 1942, fu quindi istituito un campo improvvisato in prossimità dei locali della fabbrica.
La maggior parte dei prigionieri che hanno lavorato a Steyr erano originari della Spagna, della Francia, della Polonia, dell'Italia, della Grecia, dell'Unione sovietica e della Cecoslovacchia. Il numero totale di lavoratori variava tra i mille e i duemila. Ad ogni modo, nell'aprile del 1945, il numero di internati lavoratori crebbe fino a oltre tremila, poiché con diverse marce della morte i prigionieri provenienti dall'evacuato sottocampo di Wiener Neudstadt raggiunsero la cittadina e il sottocampo di Steyr.
Molti internati, analogamente a quelli di altri campi di concentramento nazisti, vi morirono a causa della malnutrizione, a causa dei ritmi di lavoro incessanti nonostante le avverse condizioni meteorologiche, e a causa di un abbigliamento inadeguato e della mancanza di cure sanitarie. I prigionieri che si ammalavano erano riportati normalmente a Mauthausen per esservi uccisi. Alcuni morirono anche a causa dei raid aerei che si abbatterono sulle fabbriche di Steyr nel febbraio e nell'aprile del 1944. Il numero esatto di vittime rimane comunque sconosciuto. I nomi di 226 internati appaiono nelle registrazioni del forno crematorio locale.
A causa degli attacchi aerei statunitensi del 23 e 24 febbraio 1944 e del 2 aprile 1944, le fabbriche e il campo furono gravemente danneggiati, costringendo la direzione a trasferire la produzione nelle aree meno vulnerabili. La produzione di motori aerei venne trasferita a Vienna, la produzione di cuscinetti a Linz, e la produzione di canne di fucile nel vicino campo di concentramento di Gusen.
Il sottocampo di Steyr-Münichhholz venne liberato dalle truppe statunitensi il 5 maggio 1945. Nel 1948 vennero tumulate le ceneri dei prigionieri del campo di concentramento nel locale cimitero di Steyr e venne posta a perenne ricordo una lapide con l'iscrizione "Nie vergessen", "Mai dimenticare". Le ultime baracche rimaste (che ospitavano la mensa del sottocampo) furono demolite nel 1993, prima che fosse possibile la costruzione di un memoriale. Dal 2013 è stata aperta una mostra permanente dal titolo Stollen der Erinnerung, "Gallerie della memoria", proprio sotto al castello di Lamberg, dove venne costruito un sistema di gallerie antiaeree dai deportati a Steyr.